# Shailendra Kumar Singh
Shailendra Kumar Singh (* 24. Januar 1932 in Bulandshahr, Uttar Pradesh; † 1. Dezember 2009 in Jaipur) war ein indischer Diplomat und Politiker.

## Biografie
Singh stammte aus einer nationalistischen Familie von Zamindars aus Bulandshahr. Seine Familie hat auch enge persönliche Verbindungen zur Nehru-Gandhi-Familie; insbesondere sein Sohn Kanishka Singh war ein enger Freund und auch Berater von Rahul Gandhi, dem Sohn von Rajiv und Sonia Gandhi. Darüber hinaus unterhielt die Familie sehr enge Beziehungen zu der einflussreichen Dynastie der Scindia.
S. K. Singh selbst absolvierte seine Schulausbildung an der Pathshala (Hindi Medium School) sowie am St. John’s College in Agra und studierte danach Persische Sprache sowie Internationales Recht am Trinity College der University of Cambridge.
Nach Beendigung des Studiums trat er in den diplomatischen Dienst und war unter anderem an der Botschaft im Iran tätig, wo er sich neben dem Islam auch mit dem weiteren Erlernen der persischen Sprache beschäftigte.
1985 wurde er als Botschafter in Pakistan ernannt und war dort mit der längsten Amtszeit eines indischen Vertreters in Islamabad bis 1989 tätig. Während seiner dortigen Amtszeit war er maßgeblich am Besuch des damaligen Präsidenten Pakistans Mohammed Zia ul-Haq in Jaipur als Gast bei einem Cricket-Spiel zwischen den indischen und pakistanischen Cricket-Nationalmannschaften beteiligt. Diese von ihm initiierte Cricket-Diplomatie trug letztlich mit zur Beruhigung der Krise zwischen den beiden Staaten und zu einer gemäßigteren Haltung des damaligen indischen Premierministers Rajiv Gandhi gegenüber dem Nachbarstaat bei. 
Premierminister Vishwanath Pratap Singh ernannte ihn anschließend zum Staatssekretär im Außenministerium. Allerdings kam es zwischen den beiden zu Differenzen, so dass S. K. Singh aus diesem Amt bald entlassen wurde. Später war er als Botschafter in Afghanistan tätig.
Am 16. Dezember 2004 wurde er Gouverneur von Arunachal Pradesh.
Als er am 6. September 2007 zum Gouverneur von Rajasthan ernannt wurde, wurde seine Ernennung von der damaligen Chief Ministerin des Bundesstaates Vasundhara Raje ausdrücklich begrüßt. Während seiner Amtszeit kam es zur Verabschiedung des Gesetzes über die Religionsfreiheit (Religious Freedom Bill) sowie des Gesetzes über die Gujjar-Reservate (Gujjar Reservation Bill). Zu einer Überraschung kam es für die von V. Raje geführte Regierung der Bharatiya Janata Party (BJP) als Singh einen Bericht über große Landkäufe in Grenzregionen an die Unionsregierung in Neu-Delhi erstattete. Zwischen ihm und Rajes Nachfolger als Chief Minister Ashok Gehlot bestand eine gute Zusammenarbeit. Er setzte sich für die Kultur des Bundesstaates ein und war insbesondere deshalb populär, weil er Ausgaben für Familienfeiern wie der Hochzeit seines Sohnes Kanishka Singh anders als Amtsvorgänger wie Om Prakash Mehra oder M. Chenna Reddy aus seinem Privatvermögen zahlte. Das Amt des Gouverneurs von Rajasthan hatte er bis zu seinem Tode inne.
Shailendra Kumar Singh war nach Darbara Singh und Nirmal Chandra Jain der dritte Gouverneur des Bundesstaates, der im Amt verstarb.